# John Conroy (hokej na travi)
John Valentine Conroy  (Indija, 27. studenoga 1929. – Liverpool, 9. studenoga 1985.) je bivši engleski hokejaš na travi. 
Osvojio je brončano odličje na hokejaškom turniru na Olimpijskim igrama 1952. u Helsinkiju igrajući za Uj. Kraljevstvo. Igrao je na trima susretima i postigao je dva pogotka.
Na Olimpijskim igrama 1956. u Melbourne igrajući za Uj. Kraljevstvo je osvojio 4. mjesto. Igrao je na šestorima susretima i postigao je pet pogodaka.

## Vanjske poveznice
- Profil na Sports-Reference.com  Arhivirana inačica izvorne stranice od 13. prosinca 2012. (Wayback Machine)
- Profil na Database Olympics